# Actio Serviana in rem
Actio Serviana in rem (krócej actio Serviana lub skarga Serwiańska) – w prawie rzymskim powództwo służące wydzierżawiającemu o wydanie inwentarza gospodarczego (invecta et illata) będącego przedmiotem zastawu umownego zabezpieczającego czynsz z wydzierżawionych gruntów.

## Charakterystyka powództwa
Zastaw na inwentarzu gospodarczym był rozwiązaniem korzystniejszym dla drobnych dzierżawców gruntów formą zabezpieczenia czynszu niż wcześniejsze formy zastawu (pignus – w którym zastawca tracił posiadanie rzeczy, fiducia cum creditore contracta – w którym zastawca tracił własność i posiadanie rzeczy). Polegał bowiem na zastawieniu inwentarza (a więc rzeczy ruchomych) u wydzierżawiającego przy jednoczesnym pozostawieniu go we własności i posiadaniu dzierżawcy, co umożliwiało mu dalsze korzystanie i czerpanie pożytków z rzeczy obciążonej.
Zastaw na invecta et illata do początków pryncypatu chroniony był wyłącznie specjalnym interdyktem salwiańskim, skutecznym jedynie wobec dłużnika. Z czasem pretor zaczął przyznawać skargę Serwiańską skuteczną nie tylko wobec dzierżawcy ale również wobec każdej osoby trzeciej u której znalazł się inwentarz obciążony zastawem (actio in rem).
Od czasów kodyfikacji edyktu pretorskiego, zastosowanie actio Serviana rozszerzono na inne niż wynikające z dzierżawy przypadki zastawu umownego, w tym zastawu na nieruchomościach (actio quasi-Serviana).